# Instytut Organizacji i Mechanizacji Budownictwa
Instytut Organizacji i Mechanizacji Budownictwa – jednostka organizacyjna Ministerstwa Budownictwa Przemysłowego, istniejąca w latach 1951–1961, powołana z zadaniem organizowania i wykonywania prac naukowo-badawczych w dziedzinie organizacji i mechanizacji budownictwa, mającego na celu postęp techniczny i ekonomiczny.

## Powołanie instytutu
Na podstawie zarządzenia Ministra Budownictwa Przemysłowego z 1951 r. w sprawie utworzenia Instytutu Organizacji i Mechanizacji Budownictwa ustanowiono Instytut. Powołanie Instytutu pozostało w związku ustawą z 1951 r. o tworzeniu instytutów naukowo-badawczych dla potrzeb gospodarki narodowej.
Zwierzchni nadzór nad instytutem sprawował Minister Budownictwa Przemysłowego.

## Zadania Instytutu
Zadaniem Instytutu było organizowanie i wykonywanie prac naukowo-badawczych w dziedzinie organizacji i mechanizacji budownictwa, mających na celu postęp techniczny i ekonomiczny; w szczególności do zadań Instytutu należało:
- prowadzenie prac naukowo-badawczych według ustalonego planu, opartego na wytycznych narodowych planów gospodarczych, i zatwierdzonego przez Ministra Budownictwa Przemysłowego,
- prowadzenie badań technicznych i ekonomicznych w zakresie organizacji budownictwa oraz produkcji pomocniczych dla budownictwa,
- prowadzenie badań technicznych i ekonomicznych w zakresie mechanizacji produkcji budowlano-montażowej i produkcji zakładów pomocniczych oraz konstrukcji prototypów maszyn, sprzętu i narzędzi budowlanych,
- prowadzenie badań w zakresie ekonomiki przedsiębiorstw budowlano-montażowych i produkcji pomocniczej,
- stawianie wniosków i inicjowanie wykonania nowych typów maszyn budowlanych przez przemysł krajowy i inicjowanie typizacji elementów maszyn budowlanych;
- popularyzacja rezultatów przeprowadzanych badań i prac oraz współdziałanie w praktycznym zastosowaniu uzyskanych wyników;
- występowanie do Ministra w przedmiocie wprowadzania nowych metod i rozwiązań w zakresie organizacji i mechanizacji budownictwa, celem ich szerokiego stosowania;
- opiniowanie i przeprowadzanie ekspertyz w sprawach związanych z organizacją i mechanizacją budownictwa;
- utrzymanie łączności z odpowiednimi instytucjami i organizacjami w kraju i za granicą, wykorzystywanie ich doświadczeń, a zwłaszcza doświadczeń praktycznych i zdobyczy teoretycznych Związku Radzieckiego oraz krajów demokracji ludowej;
- przygotowanie i doskonalenie nowego typu kadr naukowych w zakresie organizacji i mechanizacji budownictwa;
- prowadzenie na zlecenie Głównego Instytutu Dokumentacji Naukowo-Technicznej – Działowego Ośrodka Dokumentacji Naukowo-Technicznej w zakresie uzgodnionym z władzami Instytutu, a obejmującym tematykę organizacji i mechanizacji budownictwa;
- prowadzenie biblioteki;
- opracowanie i redagowanie publikacji naukowych i popularyzatorskich, podręczników, czasopism, biuletynów, sprawozdań, instrukcji, druków oraz współpraca w tej dziedzinie z zainteresowanymi instytucjami;
- organizowanie konferencji i zjazdów naukowych, wykładów, odczytów i wystaw.

## Kierowanie Instytutem
Na czele Instytutu stał dyrektor, który kierował samodzielnie działalnością Instytutu i był za nią odpowiedzialny.
Dyrektor zarządzał Instytutem przy pomocy 2 zastępców, mających przydzielony zakres prac, za który odpowiadali przed dyrektorem.

## Rada Naukowa
Przy Instytucie działała Rada Naukowa.
Rada Naukowa składała się z przewodniczącego, jego zastępcy oraz co najmniej 9 członków, powoływanych na okres lat 3 spośród przedstawicieli nauki i znawców zagadnień, wchodzących w zakres działania Instytutu. Przewodniczącego, jego zastępcę oraz członków Rady Naukowej powoływał Minister Budownictwa Przemysłowego.
Do zakresu działania Rady Naukowej należy:
- inicjowanie prac naukowo-badawczych,
- opiniowanie planów prac oraz preliminarzy dochodów i wydatków Instytutu,
- -wypowiadanie się w sprawach dotyczących organizacji Instytutu,
- rozpatrywanie innych spraw na zlecenie Ministra lub na wniosek przewodniczącego Rady.

## Zniesienie Instytutu
Na podstawie zarządzenie Przewodniczącego Komitetu Pracy i Płac z 1961 r. w sprawie ustalenia wykazu instytutów naukowo-badawczych uważanych za instytuty techniczne zlikwidowano Instytut.